# Battlement (album)
Albums de Neuschwanstein
Alice in Wonderland (album)
(2008)
Battlement est le seul album studio officiel du groupe allemand Neuschwanstein dans le style du rock progressif. Il est considéré à ce jour comme l'une des productions allemandes les plus remarquables de ce genre à la fin des années 1970. L'importance de l'album pour la scène du rock progressif se comprend également par le fait qu'il existe des centaines d'articles, de critiques et de blogs sur Battlement dans le monde entier, de l'Amérique du Nord et du Sud à l'Asie centrale et orientale, en passant par toute l'Europe occidentale et orientale .

## Historique
Au début des années 1970, Thomas Neuroth et Klaus Mayer ont fondé avec quelques autres amis d'école à Völklingen le groupe Neuschwanstein. Enthousiasmés par King Crimson et Rick Wakeman, ils se sont d'abord produits comme groupe de reprises, avec des adaptations classiques et baroques dans leur répertoire. Après plusieurs remaniements, une formation stable se dessine début 1974, composée de Thomas Neuroth (claviers), Klaus Mayer (flûte traversière), Udo Redlich (guitare électrique), Uli Limpert (basse électrique) et Hans Peter Schwarz (batterie).
En mai 1974, Rick Wakeman sort Journey to the Centre of the Earth. Cet album fut pour Neuschwanstein l'impulsion initiale pour présenter une œuvre similaire sur scène, Alice in Wonderland. Neuschwanstein s'est produit avec succès à plusieurs reprises avec son spectacle sur scène dans toute la région frontalière franco-allemande (Sarre/Lorraine/Alsace), souvent devant plusieurs milliers de spectateurs, et a ainsi joué en première partie de groupes déjà plus connus comme Novalis et Lucifer's Friend .
L'année 1975 devait conduire à un nouveau pas vers le professionnalisme. Udo Redlich, après avoir quitté volontairement le groupe, fut remplacé par le guitariste Roger Weiler et Ulli Reichert, un homme d'affaires sarrois ayant des contacts dans le milieu de la musique (Herman Rarebell des Scorpions), commença à soutenir le groupe, et pas seulement financièrement.
En plus des nombreux concerts avec Alice in Wonderland, le groupe a élaboré du nouveau matériel, influencé par Genesis de l'ère Peter Gabriel ainsi que par Steve Hackett. En 1976, le chanteur, originaire de Metz, le chanteur et musicien Frédéric Joos, qui avait déjà travaillé avec Roger Weiler des années auparavant, fut engagé comme chanteur de Neuschwanstein, car sa voix correspondait parfaitement au style des nouvelles compositions du groupe.
Grâce à ses relations, le manager Reichert obtient que le groupe ait la chance d'enregistrer son nouveau programme en octobre 1978 dans les Dieter Dierks Studios à Cologne-Stommelen. En seulement 10 jours, du 21 au 31 octobre, le groupe avait enregistré plusieurs de ses morceaux préférés, dont six figurèrent finalement sur l'album. La chanson A Winter's Tale, composée par Joos et dont les paroles ont été écrites par Weiler, ainsi que la chanson assez commerciale Midsummer Day ont été laissées de côté pour la production finale. Le groupe avait l'intention de publier cette dernière sur un single promotionnel, mais cela a échoué pour des raisons financières. Ce n'est que lors de la sortie du CD de Musea en 1992 que ce titre est apparu comme piste bonus.
Joos a pris en charge toutes les parties vocales à l'exception de la chanson titre Battlement, qui a été écrite et chantée par Rainer Zimmer. Afin de donner une touche professionnelle à l'album et d'obtenir peut-être un plus grand succès commercial, le manager Reichert a demandé au batteur des Scorpions Herman Rarebell de réenregistrer les pistes de batterie sur la chanson d'ouverture Loafer Jack et d'apparaître ainsi dans les crédits de l'album. Reichert et Rarebell, dont le vrai nom est Hermann Erbel, se connaissaient depuis longtemps sur la scène musicale sarroise, où Rarebell s'était déjà fait un nom avant de rejoindre les Scorpions. Le groupe n'était cependant pas du tout ravi de cette décision, d'autant plus que Hans Peter Schwarz avait déjà enregistré un pattern rythmique beaucoup plus subtil sur ce titre et que Rarebell avait joué une batterie rock classique.
L'album Battlement est d'abord sorti en LP en 1979 et s'est vendu à 6 000 exemplaires en peu de temps,. Pour une autoproduction d'un groupe sans contrat d'enregistrement, c'est un succès remarquable, d'autant plus qu'à cette époque, l'intérêt pour le rock progressif s'est fortement affaibli, la New Wave et le Post-Punk étant déjà en train de gagner du terrain. Bien que Neuschwanstein ait entre-temps atteint une popularité considérable, le succès de l'album n'a pas été au rendez-vous ; et ce malgré un bon accord de distribution avec un petit label local appelé Racket Records (à ne pas confondre avec le propre label de Marillion du même nom). Roger Weiler a déclaré plus tard à ce sujet :

« Notre timing se situait exactement au milieu de l'ingratitude : quatre ans plus tôt (1974) ou quatre ans plus tard (1982) - et nous aurions été dans la course ! J'en étais persuadé et je le suis encore aujourd'hui ! »

— Roger Weiler, Decembre 2021

## CD vs. LP
En 1992, Roger Weiler a contacté les responsables de Musea et leur a proposé de sortir une nouvelle édition de l'album sur CD. Musea Records, dont le siège social est à Metz, est un petit label qui s'est distingué par la distribution de productions de rock progressif. L'idée a été mise en pratique avec l'ancien manager de Neuschwanstein, Reichert, et c'est ainsi que Reichert et Weiler ont remixé les enregistrements originaux en mars 1992 dans les studios Sound Factory, à Sarrebruck. Pour Musea, cette réédition s'est avérée payante, car le CD s'est révélé être un point fort absolu et l'une des productions les plus réussies de ce label,.
Ce remix n'a pas toujours fait l'unanimité dans le milieu du rock progressif,, : 
Si l'on compare les deux versions, on remarque effectivement que les basses ne sont plus aussi dominantes et que les aigus ont été rehaussés. En outre, l'image sonore a gagné en largeur stéréo et davantage de réverbération a été ajoutée aux claviers, à la flûte traversière et aux voix.

## La pochette

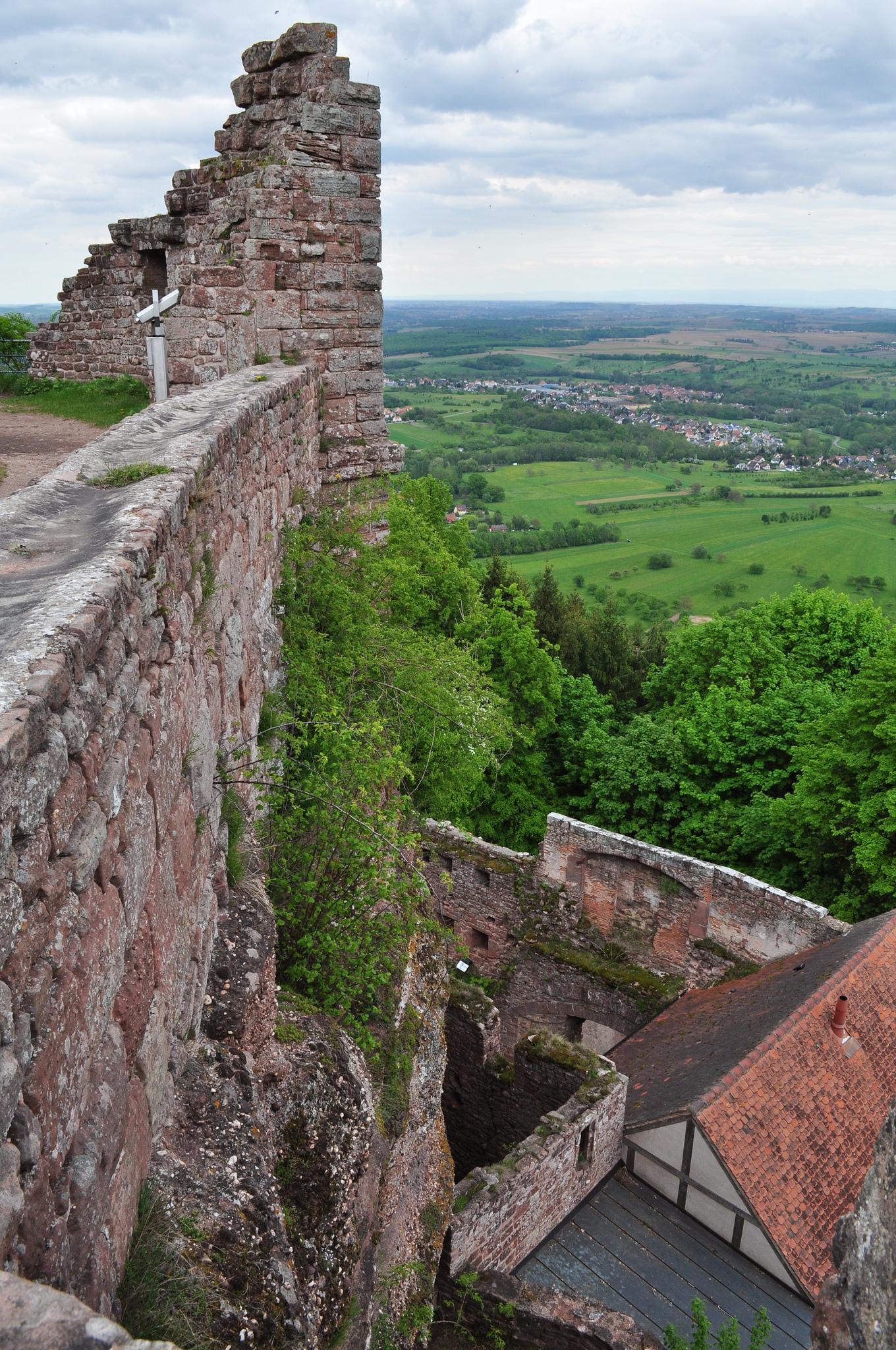
Vue partielle des ruines du château du Haut-Barr en Alsace (angle de vue similaire à celui de la pochette)

Les photos de la pochette du LP ont été réalisées par Werner Richner, qui, comme Neuschwanstein, est originaire de Völklingen. Jusqu'au milieu des années 1970, il était lui aussi actif en tant que musicien de rock. C'est un photographe et éditeur de livres illustrés connu dans toute la région et qui connaît un grand succès. Il a notamment photographié de nombreux châteaux pour différents livres illustrés.
Pour la pochette de l'album, Werner Richner a utilisé le château Haut-Barr près de Saverne en Alsace; la photo pour le verso de l'album a été prise, selon ses propres dires, en Grèce. L'idée de la pochette de Battlement (en français Créneau) est basée sur la chanson-titre du même nom.

## Musiciens
- Thomas Neuroth – Instrument à clavier
- Klaus Mayer – Flûte
- Roger Weiler – Guitare électrique
- Rainer Zimmer – Guitare basse
- Hans Peter Schwarz – Batterie
- Frédéric Joos – chant

## Liste des titres
| No | Titre                        | Durée |
| -- | ---------------------------- | ----- |
| 1. | Loafer Jack                  | 4:42  |
| 2. | Ice with Dwale               | 6:21  |
| 3. | Intruders and the Punishment | 7:34  |
| 4. | Beyond the Bugle             | 7:31  |
| 5. | Battlement                   | 7:05  |
| 6. | Zärtlicher Abschied          | 5:52  |